# Juthungen

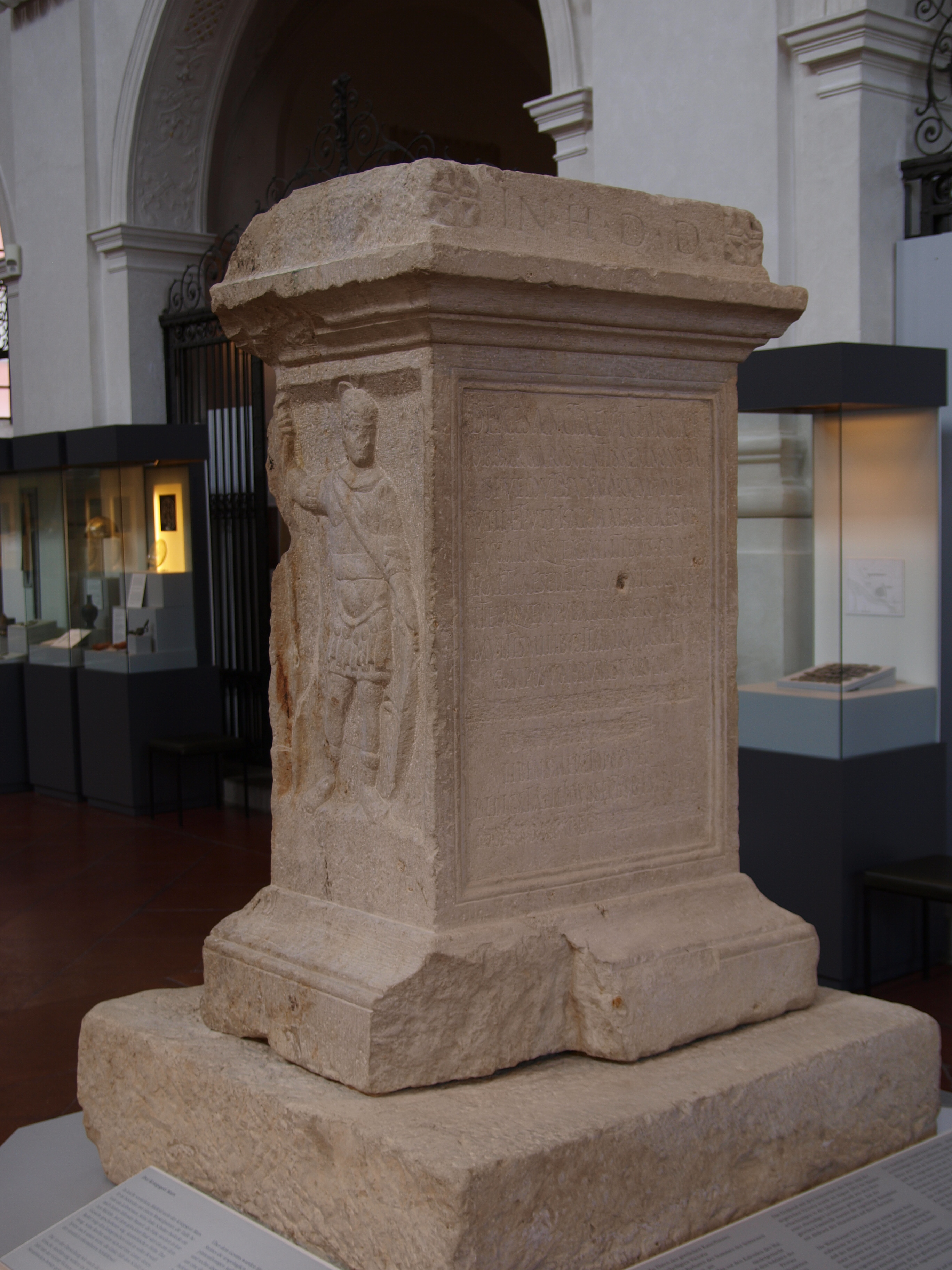
Romeinse gedenksteen die in 1992 nabij Augsburg werd gevonden

De Juthungen (Duits: Juthungen, Grieks: Iouthungoi, Latijn: Iuthungi) waren een Germaanse stam die geruime tijd in het gebied ten noorden van de rivieren de Donau en de Altmühl leefde in wat nu de moderne Duitse deelstaat Beieren is. Halverwege de 3e eeuw hadden zij de Alemannen als buren.
De stam wordt onder andere genoemd door de Romeinse historici Publius Herennius Dexippus en Ammianus Marcellinus. De betekenis van hun naam is "nakomelingen", en verwijst naar de oude Suevische stam van de Semnonen.
De Juthungen vielen in 259 tot 260 Italia binnen voor een plundertocht, maar op de terugweg werden zij op 24-25 april 260 door Marcus Simplicinius Genialis in de buurt van Augsburg verslagen. Dit blijkt uit de inscriptie op een vrij recent (1992) in de buurt van Augsburg gevonden Romeinse gedenksteen. Rond deze tijd raakten de limes van het Romeinse Rijk aan de Donaugrens voor langere tijd gecompromitteerd. 
Tussen 356 en 358 vielen de Juthungen en de Alemannen de provincie Raetia binnen en vernietigden Castra Regina (het tegenwoordige Regensburg), de hoofdstad van deze provincie en een van de grootste Romeinse militaire kampen in het zuiden van Duitsland met massieve stenen muren. Een tweede invasie van Raetia in 383 werd afgeslagen door een leger van Alanen en Hunnen. Sindsdien lijkt het volk verzwakt. 
Tussen 430 en 431 voerde Aëtius in Raetia met succes campagne tegen de Jugunthen. Daarna wordt deze volksstam in de geschiedenis niet meer genoemd. Zij hield op zelfstandig te bestaan en zijn waarschijnlijk opgegaan in de Alemannen

## Historische bronnen
- Romeinse gedenksteen nabij Augsburg (rond 260)
- Dexippus - FGrHist 100 (around 270/271)
- Panegyrici Latini VIII 10.4 (rond 297)
- Ammianus Marcellinus 17,6 (rond 375)
- Sidonius Apollinaris, hfdstk 7, 233 (around 429/430)